# Fanny Charrin
Fanny Charrin est une peintre de portrait en miniature et sur porcelaine, née à Lyon vers 1784 et morte à Paris le 5 juillet 1854. Elle est la sœur de Sophie Charrin.

## Biographie
Active à Paris où elle expose aux Salons de 1806 à 1824, son atelier était situé 20 rue neuve d’Orléans, porte Saint-Denis sur cette même période. Elle expose encore en 1831 à l’exposition des Beaux-Arts de Valenciennes où elle obtient une médaille de bronze et où un critique annonce :  « Ces miniatures sont de petits tableaux, jolies couleurs, fini parfait, figures bien dessinées : ce n’est pas trop d’accorder une médaille de bronze à leur aimable auteur ».
Élève de Le Guayet de J. B. Augustin, dont elle est une amie et l’une des élèves favorites, elle est peintre de figures sur porcelaine pour la manufacture de Sèvres de 1814 à 1826.
Elle donne à la fin de sa période d’activité des leçons particulières.
Elle meurt célibataire à son domicile de la rue du Faubourg-Poissonnière à l'âge de 70 ans. Elle est inhumée le 7 juillet 1854 au cimetière de Montmartre.
Plusieurs ouvrages du XIXe siècle la citent,.

## Œuvres

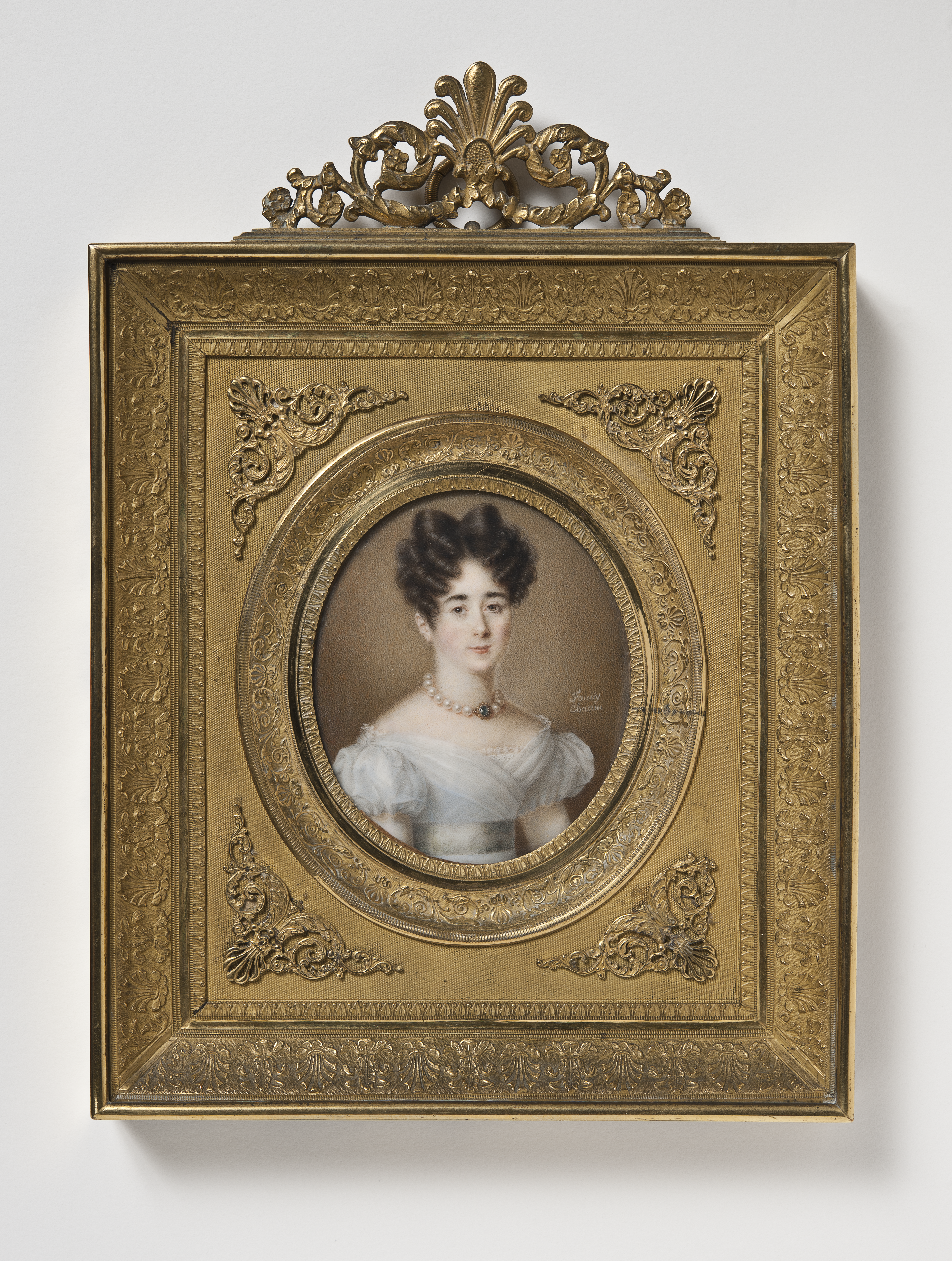
Portrait de femme au collier de perles, Stockholm, Nationalmuseum

- Portrait de l’auteur et celui de sa sœur, salon de 1806, œuvre référencée no 97.
- Portrait en buste, miniature, salon de 1806, œuvre référencée no 98.
- Trois miniatures, salon de 1808, œuvre référencée no 118.
- Portrait de Monsieur de Lavoisier (?) en redingote verte, gilet jaune et cravate blanche, 1808, œuvre signée, sur porcelaine, H. 6 cm, L. 6 cm. Vente de Pierre Berge & Associés, 26 mars 2004 (Lot 91).
- Plusieurs portraits, salon de 1810, œuvre référencée no 157.
- Une grande miniature, salon de 1814, œuvre référencée no 1346.
- Un homme en manteau bleu avec des boutons dorés et un gilet blanc, vers 1815, œuvre signée, ovale, H. 4,8 cm. Vente de London, South Kensington, 25 avril 2006 (Lot 1337).
- Jeune Homme en buste de ¾ à droite en costume noir, gilet blanc montant sur les maxillaires et cravate blanche, qui porte au revers de son costume plusieurs décorations en miniature, dont la Légion d'honneur, sur fond de ciel nuageux, vers 1820, œuvre signée, ovale, H. 7 cm, L. 5,5 cm, dans un cadre rect. en bronze doré de la maison Giroux, à palmettes : H. 11 cm, L. 9,7 cm. Vente Lemoine Bouchard - Inv. 0023M.
- Portrait de Mme la comtesse de ***, salon de 1822, œuvre référencée no 223.
- Portrait du général ***, salon de 1822, œuvre référencée no 224.
- Plusieurs portraits, salon de 1822, œuvre référencée no 225.
- Plusieurs portraits, salon de 1824, œuvre référencée no 307.
- Étude de femme, salon des Beaux Arts de Valenciennes de 1831, œuvre référencée no 91.
- Portrait d’Anne d’Autriche, salon des Beaux Arts de Valenciennes de 1831, œuvre référencée no 92.
- Officier d'artillerie à cheval de la Garde à mi-corps de ¾ à droite, sur fond gris, œuvre non datée, signée, H. 7,7 cm, L. 6,5 cm. Anc. coll. Bernard Franck. Anc. coll. M. Courtois, no 112. Exposition : musée de Montélimar, De la guerre en dentelles aux charges héroïques, 15 mai-15 septembre 2006, cat. no 46 repr.. Bibl. : Lemoine-Bouchard, les peintres en miniature, 2008, p. 154 repr. Vente de Drouot-Richelieu Chochon-Barré & Allardi, 16 juin 2009 (Lot 249).
- Une dame portant une robe rose avec des manches volumineuses et un foulard dorés avec une décoration de perle raffinée, perles qui ornent également son cou et ses oreilles, et voile porté sur ses cheveux blonds ondulés, œuvre non datée, copie d’après Jean Petitot (1607-1691), en émail sur ivoire, H. 4,9 cm. Vente de Sotheby's - Bonhams, Londres, 22 novembre 2006 (Lot no 57).
- Madame de Sévigné portant une robe blanche avec un châle de couleur ocre, un nœud noir et des perles gouttes à son corsage, et d’autre perles à son cou et ses oreilles, œuvre non datée, en émail sur ivoire, H. 3,9 cm. Vente de Bonhams, Londres, 22 mai 2003 (Lot 27).
- Jeune femme, en buste ; robe blanche et voile jaunâtre, miniature sur ivoire, H. 4,2 cm, L. 3,5 cm, Paris, musée du Louvre (N° inv. : RF 153, recto)[10].
- Portrait d’une dame en robe noire avec fourreau, et une cordelette dorée autour de la taille. Œuvre non datée. Vente de Christie's, Londres.
- La Maréchale Lannes. Œuvre non datée, signée, sur ivoire, ovale, H. 11 cm, L. 8,5 cm. Vente de Fraysse et associés, 22 octobre 2008 (Lot 16).

## Iconographie
J.-B. Augustin réalisa plusieurs fois son portrait (Portrait de Mademoiselle Fanny Charrin, Miniature sur ivoire, H. 15,7 cm, L. 11,1 cm, avec inscriptions sur la miniature, sur l'architrave du temple :TEMPLE DE L'AMITIE/ FANNI EN CONNOIT TOUTES LES ISSUES, au pied du modèle, sur le chemin conduisant au temple : La Reconnaissance m'y conduit, Paris, musée du Louvre (N° inv. : RF 3345, recto).